# Jan Kanty Maria Krasicki
Jan Kanty Maria Krasicki (26. října 1837 Nawojowa – 16. ledna 1893 Vídeň) byl rakouský politik polské národnosti z Haliče, v 2. polovině 19. století poslanec Říšské rady.

## Biografie
Byl šlechtického původu. Měl titul c. k. komořího. Působil jako tajemník na ministerstvu.
Byl poslancem Říšské rady (celostátního parlamentu), kam usedl v prvních přímých volbách roku 1873 za kurii venkovských obcí v Haliči, obvod Jarosław, Cieszanow atd. Mandát zde obhájil ve volbách roku 1879. V roce 1873 se uvádí jako hrabě Johann Krasicki, prezident správní rady Dněsterské železniční dráhy, bytem Vídeň. V parlamentu zastupoval v roce 1873 opoziční slovanský blok. Byl členem poslanecké frakce Polský klub. Později zasedal jako člen Panské sněmovny (nevolená horní komora Říšské rady).
Zemřel v lednu 1893. Spáchal sebevraždu skokem z okna v třetím patře hotelu ve Vídni. Krátce před svým činem přitom ještě konverzoval s polskými šlechtickými přáteli. Dlouhodobě ovšem trpěl duševními problémy a uvažovalo se o jeho převozu do sanatoria. Už v roce 1892 se pokusil o sebevraždu, když si podřezal krk, ale byl zachráněn.